# Athyrium attenuatum
Athyrium attenuatum är en majbräkenväxtart som först beskrevs av C. B. Cl., och fick sitt nu gällande namn av Tag. Athyrium attenuatum ingår i släktet Athyrium och familjen Athyriaceae. Inga underarter finns listade.